# شوزو ساساهارا
شوزو ساساهارا (انگلیسی: Shozo Sasahara؛ زادهٔ ۲۸ ژوئیهٔ ۱۹۲۹ - درگذشتهٔ ۵ مارس ٢٠٢٣) کشتی‌گیر آزاد اهل ژاپن بود. 
وی در مسابقات کشوری و بین‌المللی در مجموع برندهٔ ۲ مدال طلا شد.